# Mary Elizabeth Mastrantonio
Mary Elizabeth Mastrantonio, née le 17 novembre 1958 à Lombard (Illinois), est une actrice américaine.

## Biographie
Née dans une famille d'origine italienne, Mary Elizabeth Mastrantonio est la fille de Mary D. Pagone et de Frank A. Mastrantonio. Elle a fait ses études à l'université de l'Illinois.
Son premier rôle à l'écran est celui de Gina Montana, la sœur de Tony Montana, incarné par Al Pacino, en 1983 dans Scarface.
Elle atteint une célébrité internationale avec sa nomination aux Oscar et au Golden Globe pour son interprétation dans La Couleur de l'argent (1986) face à Paul Newman et à Tom Cruise.
Parmi ses grands rôles des années 1980, il y a lieu de citer Slam Dance (1987), face à Tom Hulce, et Calendrier meurtrier (1989) aux côtés de Kevin Kline,. En 1989, elle tient le premier rôle féminin du film de science-fiction de James Cameron Abyss face à Ed Harris.
Elle confirme son succès dans les années 90 à commencer par  son rôle de Lady Marianne dans Robin des Bois, prince des voleurs aux côtés de Kevin Costner, Morgan Freeman et Alan Rickman qu'elle retrouve quatre ans après Calendrier meurtrier. Elle enchaîne avec le thriller juridique Affaire non classée avec Gene Hackman et partage de nouveau l'affiche avec Kevin Kline pour le film Jeux d'adultes avec aussi Kevin Spacey et Rebecca Miller. L'année suivante, elle est au générique de Sables mortels avec Willem Dafoe et Mickey Rourke. La romance Trois Vœux aux côtés de Patrick Swayze et le drame Instant de bonheur, où elle retrouve Al Pacino, viennent compléter sa filmographie.
En 2000, elle est au sein du beau casting d'En pleine tempête qui compte aussi les noms de George Clooney, Mark Wahlberg et Diane Lane.
Depuis 2005, sa carrière s'est essentiellement tournée vers la télévision.

## Vie privée
Depuis 1991, elle est mariée avec le réalisateur Pat O'Connor. Le couple vit à Londres avec ses deux enfants.

## Filmographie

### Cinéma
- 1983 : La Valse des pantins (The King of Comedy) de Martin Scorsese : Figurante
- 1983 : Scarface de Brian De Palma : Gina Montana
- 1986 : La Couleur de l'argent (The Color of Money) de Martin Scorsese : Carmen
- 1987 : Slam Dance de Wayne Wang : Helen Drood
- 1989 : Calendrier meurtrier (January Man) de Pat O'Connor : Bernadette Flynn
- 1989 : Abyss (The Abyss) de James Cameron : Lindsey Brigman
- 1990 : Fools of Fortune de Pat O'Connor : Marianne
- 1991 : Affaire non classée (Class Action) de Michael Apted : Maggie Ward
- 1991 : Robin des Bois, prince des voleurs (Robin Hood: Prince of Thieves) de Kevin Reynolds : Marianne Dubois
- 1992 : Sables mortels (White Sands) de Roger Donaldson : Lane Bodine
- 1992 : Jeux d'adultes (Consenting Adults) d'Alan J. Pakula : Priscilla Parker
- 1995 : Trois Vœux (Three Wishes) de Martha Coolidge : Jeanne Holman
- 1995 : Instant de bonheur (Two Bits) de James Foley : Luisa Spirito
- 1999 : Limbo de John Sayles : Donna De Angelo
- 1999 : My Life So Far de Hugh Hudson : Moira 'Mumsie' Pettigrew
- 2000 : En pleine tempête (The Perfect Storm) de Wolfgang Petersen : Linda Greenlaw

### Série TV
- 2004 : The Brooke Ellison Story : Jean Ellison
- 2005-2006 : FBI : Portés disparus : Anne Cassidy
- 2010 : New York, section criminelle : Capitaine Zoe Callas
- 2012-2016 : Grimm : Kelly Burkhardt (récurrence à travers les saisons)
- 2012 : Hostages : Mary Kincaid
- 2013 : Blue Bloods : Sophia Lanza (épisode 3.13)
- 2015 : Limitless : Nasreen "Naz" Pouran
- 2017-2019 : The Punisher : Marion James
- 2018-2020 : Blindspot : Madelyne (saison 4, épisode 14) (saison 5, épisode 8)

### Télévision
- 1985 : Mussolini: The Untold Story : Edda Mussolini-Ciano
- 1991 : Uncle Vanya : Yelena
- 1999 : Témoin sous contrôle (Witness Protection) : Cindy Batton
- 2001 : Tabloid de David Blair : Natasha Fox
- 2004 : Standing Room Only de Deborra-lee Furness : Maria
- 2005 : Stories of Lost Souls : Maria (segment Standing Room Only)
- 2015 : Amok (moyen-métrage)

## Voix françaises
En France
| - Frédérique Tirmont dans : - Limbo - En pleine tempête - FBI : Portés disparus (série télévisée) - New York, section criminelle (série télévisée) - Grimm (série télévisée) - Hostages (série télévisée) - Limitless (série télévisée) - The Punisher (série télévisée) - Maïk Darah dans : - La Couleur de l'argent - Abyss | - Anne Rondeleux dans : - Robin des Bois, prince des voleurs (1er et 2e doublages) - Pour que la vie continue... (téléfilm) et aussi : - Monique Thierry dans Scarface - Laurence Crouzet dans Calendrier meurtrier - Martine Irzenski dans Affaire non classée - Micky Sébastian dans Sables mortels - Emmanuèle Bondeville dans Jeux d'adultes |